# 易牙
易牙（？—？），雍人，名巫，所以也叫雍巫或狄牙，春秋時期齊國著名廚師。

## 生平
原本為寺人，精於烹調，長於辨味，史稱其：“至於味，天下期於易牙。”，“酸則沃之以水，淡則加之以鹹”，“淄渑之合，易牙尝知之”，有寵於齊桓公夫人衛共姬（長衛姬），得到齊桓公的稱美。齊桓公曾說未曾食過人的肉，易牙就殺了自己的兒子，煮熟給齊桓公吃並得到其信任。齊桓公想任用他代替將死的管仲，不過管仲認為：“人之情非不愛其子也，其子之忍，又將何愛於君！”所以反對由他接任，齊桓公也就將他和開方、豎刁撤職，永遠不准入朝。
但後來齊桓公沒有聽管仲遺言，親信易牙、豎刁、開方。桓公得重病，易牙與豎刁作亂，填塞宮門，築起高牆，內外不通，最後令齊桓公餓死。其後無人安葬齊桓公，直到屍體遍滿蛆蟲為止。
易牙、豎刁立公子無詭為君，公子昭逃到宋國，宋襄公意欲扶植公子昭，於是強力攻齊，易牙出戰，豎刁留在齊國。此時齊國卿大夫與宋襄公合作發動政變，誅殺豎刁、絞死無詭，易牙則逃亡魯國，據說後來寓居彭城（今江蘇徐州）。
後人常將易牙尊奉為餐飲業之祖師爺之一，許多餐廳、廚藝相關著作亦以其命名，如明朝韓奕《易牙遺意》、周履靖《續易牙遺意》等。台灣有高雄市前鎮區開基易牙祖師府、臺南市永康區易牙祖師府主祀之，並以梅顛祖師、庖丁祖師為其從神。其中開基易牙祖師府以農曆六月二十八日作為神明聖誕，並會在當日與高雄市政府合辦易牙美食節，至2017年時已舉辦二十屆。